# FK IMT
フドバルスキ・クルブIMT（セルビア語: Фудбалски клуб ИМТ, セルビア・クロアチア語: Fudbalski klub IMT）は、セルビアのベオグラード・ノヴィ・ベオグラードをホームタウンとするサッカークラブである。セルビア語でIMTはイムトと発音する。

## 歴史
1953年にベオグラードのトラクター製造会社IMTのクラブとして創設された。
2022-23シーズンにセルビア・プルヴァ・リーガで優勝しセルビア・スーペルリーガへ初昇格した。

## 歴代所属選手
- ニコラ・クヴェリッチ 2016-2017
- ジョルジェ・ペトロヴィッチ 2018-2019
- マルコ・ラコニャツ 2019-2020
- ニコラ・グリシッチ 2019-
- ヴラディミル・ルチッチ 2020-2022, 2024-
- マルティン・ノヴァコヴィッチ 2021
- ミロシュ・ルコヴィッチ 2021-2024
- アレン・ステヴァノヴィッチ 2022-2023, 2024-
- ミロシュ・ゴルディッチ 2023-2024
- 若林龍 2025-